# De Rozenoorlog
De Rozenoorlog is een Vlaamse musical van Judas TheaterProducties, gebaseerd op een boek van Warren Adler. De musical ging op 18 november 2016 in première in het Fakkelteater in Antwerpen. De musical speelde er tussen 17 november 2016 en 23 december 2016, waarna de musical in januari en februari van 2017 op tour ging langs de Vlaamse culturele centra.

## Verhaal
Barbara en Bob Van Rozen hebben allebei een passie voor antiek, en worden smoorverliefd op elkaar. Nadat de kinderen hun droomhuis hebben verlaten, valt Barbara in het beruchte zwarte gat: zij zorgde immers voor de kinderen en het huishouden, terwijl Bob ging werken. Barbara komt tot de conclusie dat ze meer wil uit haar leven, en ze richt een eigen bedrijfje op, wat op weinig enthousiasme van Bob kan rekenen. Barbara komt tot de conclusie dat hun relatie uitgeblust is, en ze vraagt om te scheiden. Wat begon als liefde op het eerste gezicht, draait uit in een vechtscheiding, want beide claimen recht te hebben op het huis. Bob en Barbara proberen elkaar het leven zuur te maken, om zo het huis in handen te krijgen, maar de pesterijen nemen gevaarlijke proporties aan, die uitdraaien in een oorlog tussen de twee voormalige geliefden.

## Programma
Eerste akte
- Scène 1: Ouverture
- Scène 2: Liefde is oorlog
- Scène 3: Alles is waar
- Scène 4: Het gaat om het resultaat
- Scène 5: Ween maar
- Scène 6: In bed
- Scène 7: Zo zouden wij
- Scène 8: Hou je stil

Tweede akte
- Scène 1: Entr'acte
- Scène 2: Hou je stil (reprise)
- Scène 3: Alleen
- Scène 4: Zo zouden wij (reprise)
- Scène 5: Als ik dit alles wist ...
- Scène 6: De wals van toen
- Scène 7: Liefde is oorlog (reprise)
- Scène 8: De wals van toen / Hou je stil (reprise)
- Scène 9: Alles is waar (reprise)

## Rolverdeling
| Acteur              | Personage                                        |
| ------------------- | ------------------------------------------------ |
| Lucas Van den Eynde | Bob Van Rozen                                    |
| Maike Boerdam       | Barbara Van Rozen                                |
| Marc Lauwrys        | Verteller Advocaat Stef Van Akker Overige rollen |
| Myriam Bronzwaar    | Verteller Advocaat An De Laet Overige rollen     |
| Laura Seys          | Sofie Overige rollen                             |

## Creatieve team
- Regie: Frank Van Laecke
- Scenario: Allard Blom en Frank Van Laecke
- Teksten: Allard Blom
- Muziek: Sam Verhoeven
- Arrangementen: Pol Vanfleteren
- Choreografie: Danny Rosseel
- Decor: Paul Gallis

'14-'18 · '40-'45 (België) · '40-'45 (Nederland) · De 3 Biggetjes · 3 Musketiers · Aida · Alice in Wonderland · A xXxmas Carola · Anatevka · Assepoester · Belle en het Beest · Billie Holiday · Bloedbroeders · The Bodyguard · Cabaret · Camelot · Cats · Chicago · Ciske de Rat · Cyrano de Bergerac · De Schone van Boskoop · Daens · Dirty Dancing · Doe Maar! · Domino · Doornroosje · Dracula · Drood · Elisabeth · Evita · Fame · De Finale · Flashdance · Foxtrot · Goodbye, Norma Jeane · Grease · Hair · High School Musical · De Jantjes · Jekyll & Hyde · Jersey Boys · Jesus Christ Superstar · Kadanza · De kleine zeemeermin · Koning van Katoren · Kruimeltje · Kuifje: De Zonnetempel · Kunt u mij de weg naar Hamelen vertellen, mijnheer? · The Last Five Years · Lelies · The Lion King · The Little Mermaid · Love Story · Lover of Loser · Mamma Mia! · De man van La Mancha · Mary Poppins · Les Misérables · Miss Saigon · Muerto! · De Muze van Rubens · My Fair Lady · On Your Feet! · Op hoop van Zegen · Oorlogswinter · The Passion · Pauline & Paulette · The Phantom of the Opera · Pinokkio · Red Star Line · Rembrandt · Robin Hood · Romeo en Julia, van Haat tot Liefde · De Rozenoorlog · Shhh...it happens! · Shrek · Soldaat van Oranje · Spring Awakening · De sprookjesmusical Klaas Vaak · Sneeuwwitje · The Sound of Music · Tarzan · Titanic · Turks fruit · Urinetown · De Vliegende Hollander · Wat Zien Ik?! · Wicked · The Wild Party · The Wiz · Wickie de viking de musical
    Portaal Musical